# كلارا جيفري
كلارا جيفري (بالإنجليزية: Clara Jeffery)‏ هي صحفية أمريكية، ولدت في 25 أغسطس 1967 في بالتيمور في الولايات المتحدة.